# Happy Now? (canción de No Doubt)
«Happy Now?» (en inglés: "¿Feliz ahora?"), es una canción de la banda estadounidense No Doubt para su tercer álbum de estudio, Tragic Kingdom (1995). Fue escrito por Gwen Stefani, Tom Dumont y Tony Kanal, producido por Matthew Wilder y lanzado como sexto sencillo del disco el 23 de septiembre de 1997.
Los sencillos comerciales en CD se distribuyeron exclusivamente en Australia y Europa. Sin embargo, la canción aún se lanzó en estaciones de radio de Estados Unidos. Musicalmente, «Happy Now?» es una canción de ska y rock cuya letra detalla una ruptura dolorosa, específicamente la relación anterior entre Stefani y Kanal. A pesar de no recibir un lanzamiento formal en los Estados Unidos ni filmar un video musical adecuado, «Happy Now?» recibió una gran rotación en estaciones de radio californianas, como KROQ.

## Lista de temas
- Maxisencillo

| N.º | Título                               | Duración |  |
| 1.  | «Happy Now?» (versión del álbum)     | 3:43     |  |
| 2.  | «Let's Get Back» (versión del álbum) | 4:12     |  |
| 3.  | «D.J.'s» (live)                      | 4:10     |  |

- Sencillo en CD y Promocional

| N.º | Título                                | Duración |  |
| 1.  | «Happy Now?» (versión del álbum)      | 3:43     |  |
| 2.  | «Oi to the World» (versión del álbum) | 2:15     |  |

## Créditos y personal
Los créditos se obtienen de las notas de Tragic Kingdom.
| No Doubt - Gwen Stefani – escritura, voz. - Tony Kanal – escritura, bajo. - Tom Dumont – escritura, guitarras. - Adrian Young – batería, percusión. Otros músicos - Eric Stefani – piano, teclados y ndash. - Phil Jordan – trompeta. | Otro personal - Robert Vosgien – masterización. - David Holman, Paul Palmer – mezcla. - Matthew Wilder – productor. - George Landress, Phil Kaffel – grabación. |

## Posicionamiento en listas

### Semanales
| País (Lista 1997) | Mejor posición |
| ----------------- | -------------- |
| Australia (ARIA)  | 132            |